# Kóstas Giannídis
Kóstas Giannídis (en grec moderne : Κώστας Γιαννίδης), de son vrai nom Giánnis Konstantinídis (Γιάννης Κωνσταντινίδης) ou encore Yánnis Konstantinídis, né le 21 août 1903 à Smyrne (l'actuelle Izmir) et décédé le 17 janvier 1984 à Athènes est un compositeur de musique classique, pianiste et chef d'orchestre grec.

## Biographie
Yánnis Konstantinídis est le fils d'une famille aisée de Smyrne, originaire de Zagorá sur le mont Pélion. Il a grandi dans le climat libéral de la ville, qui à l'époque avait 40 théâtres où l'on donnait des opéras et des opérettes. Pour ses premières leçons d'harmonie, il est l'élève de Dimosthenis Milanakis. Il joue de la musique folklorique avec les travailleurs de la banlieue de Smyrne et des paysans de la zone rurale autour de la ville. En avril 1922, peu de temps avant la re-conquête de Smyrne par les Turcs pendant la guerre gréco-turque, Konstantinídis quitte sa ville natale et se rend d'abord à Dresde, en janvier 1923, puis à Berlin, où il reste jusqu'en 1930. Il y étudie la composition avec Paul Juon (1923-1924), le piano avec Karl Rössler, la direction d'orchestre avec Carl Ehrenberg et l'orchestration avec Kurt Weill. À Berlin, il rencontre l'élève d'Arnold Schoenberg Nikos Skalkottas, avec qui il se lie d'amitié. Sa famille ne pouvant plus le soutenir financièrement après la destruction de Smyrne, il a travaille comme pianiste de cabaret et de cinéma ainsi qu'à la radio. Comme compositeur, il écrit sous le pseudonyme Costa Dorres, en 1927, sa première opérette Die Liebesbazillus.
En 1931, Konstantinídis gagne Athènes où il travaille principalement comme compositeur de chansons populaires pour assurer sa subsistance. De 1946 à 1952, il est chef du département « musique populaire » à la radiodiffusion publique grecque (EIR), et de 1952 à 1960 directeur musical pour les forces armées grecques. Après 1960, il a travaille comme compositeur indépendant. Pour ses compositions populaires, il utilise pour se distinguer de l'auteur à succès Grigóris Konstantinídis, le pseudonyme de Kóstas Giannídis, sous lequel il est plus connu. Dans les années 1960, il écrit des chansons à succès. Agapi mou Xypna (Ξύπνα αγάπη μου) chantée par Nana Mouskouri reçoit le premier prix au Festival de la chanson méditerranéenne (es) à Barcelone de 1960. Parmi ses interprètes, citons entre autres Ángela Zília (el) et Kéti Belínda.

## Œuvres principales

### Opérettes
- Die Liebesbazillus 1927
- Koumbara (Κουμπάρα), 1932
- Etsi ine i zoi (Έτσι είναι η Ζωή, « Ainsi va la vie »). Livret : D. Evangelidis
- Koritsia tis Pandrias (Κορίτσια της Παντρειάς), Livret: D. Evangelidis et Alexandros Sakellarios
- Reportaz (Ρεπορτάζ « Reportage »), Livret : D. Giannoukakis

### Comédies musicales
- Alepou (Αλεπού), 1940
- Panathinea (Παναθήναια ‚« Panathénées »), 1940
- Kolokythia (Κολοκυθιά), texte de D. Giannoukakis, 1933
- Keramida (Κεραμίδα)
- Maskot (Μασκώτ)
- Koketta (Κοκέττα)
- Silouetta (Σιλουέττα), 1938
- Apergia (Απεργία), 1936
- Peripeties stin eparxia (Περιπέτειες στην επαρχία « Aventure dans la Province »), texte d'Alexandros Sakellarios et Christos Giannakopoulos
- Alithies ke psefties (Αλήθειες και ψευτιές ‚« Vérités et mensonges »), texte de D. Giannoukakis, 1933
- Zito o Romios (Ζήτω ο Ρωμηός), texte de M. Traiforos, 1947

### Œuvres orchestrales
- Suite du Dodécanèse N° 1 (Δωεκανησιακή σουΐτα Αρ. 1)
- Suite du Dodécanèse N° 2 (Δωεκανησιακή σουΐτα Αρ. 2)
- Trois danses grecques (Τρεις ελληνικοί Χοροί)
- Danses des Cyclades (Κυκλαδίτικος Χορός)
- Rhapsodie d'Asie mineure (Μικρασιατική Ραψωδία)

### Musique de chambre
- 22 chants et danses du Dodécanèse(22 τραγούδια και χοροί από τα Δωδεκάνησα) pour piano, 1943-1946
- Petite suite sur des thèmes du Dodécanèse (Μικρή Σουίτα σε δωδεκανησιακά θέματα) pour violon et piano, 1947
- 44 pièces pour enfants sur des thèmes folkloriques  (44 παιδικά κομμάτια σε λαϊκά θέματα) pour piano, 1950-1951
- Trois sonatines pour piano, 1952
- Huit danses des îles grecques  (8 νησιώτικοι ελληνικοί χοροί) pour piano, 1954
- Six Etudes sur les rythmes grecs de la musique populaire  (6 σπουδές σε ελληνικούς λαϊκούς ρυθμούς) pour piano, 1956-1958
- Dix sages de la Grèce  (10 ελληνικοί de σκοποί) pour quintette à vent, 1972

### Musique vocale
- Cinq chansons d'espoir  (5 τραγούδια της προσμονής) d'après Rabindranath Tagore pour mezzo-soprano et piano, 1924-1980
- Cinq chansons d'amour  (5 τραγούδια της αγάπης), 1930-1931
- 20 chansons populaires grecques (20 τραγούδια του ελληνικού λαού), 1937-1947
- Huit chansons du Dodécanèse et huit chansons d'Asie mineure (8 Δωδεκανησιακά και 8 Μικρασιατικά τραγούδια) pour chœur mixte a cappella 1972